# 후안 데 카르세르
후안 데 카르세르 이 디스디에르(스페인어: Juan de Cárcer y Disdier; 1892년, 안달루시아 주 말라가 ~ 1962년, 마드리드 주 마드리드)는 스페인의 전 축구 선수이자 감독이다. 그는 1916년부터 1919년까지 아틀레티코 마드리드 선수로 활동했고, 1920년부터 1927년까지 레알 마드리드 감독을 역임했다. 이 시기에 거둔 가장 큰 성과는 1924년 코파 델 레이 준우승이었다.